# Адам Лєщинський
Адам Януш Лєщи́нський (пол. Adam Janusz Leszczyński, нар. 26 листопада 1975, Варшава) — польський історик, журналіст і публіцист. Ад'юнкт-професор в Інституті Політичних Досліджень ПАН, член команди «Політичної Критики», постійний співробітник «Газети Виборчої».

## Біографія
Випускник Варшавського Університету, де вивчав історію. Член правління Collegium Invisibile у 1998—2000 роках. Доктор гуманітарних наук у галузі історії. Тема докторської дисертації — «„Солідарність“ у малих містах».
Починаючи з 1993 року, пов'язаний із «Газетою Виборчою». Починаючи з 2000 року, працював у відділі науки і редагував додаток «Комп'ютер».
Пише наукові статті, історичні і соціологічні, репортажі (у тому числі з Ефіопії, Болівії і Малаві), займався також рецензуванням комп'ютерних ігор. Належить до групи «Політичної Критики». Співпрацював також із «Newsweek Polska», «Polityka», «Przekroj», «ResPubliką Nowa» і «National Geographic».
Лауреат численних стипендій і нагород, зокрема, Фонду культури, Міністерства освіти, Фонду польської науки. Стипендіат тижневика «Політика».

## Праці
- Szkolny poradnik internetowy — część 1 (PWN, ISBN 83-01-13257-4);
- Sprawy do załatwienia (Trio, ISBN 83-85660-93-3;
- Naznaczeni. Afryka i AIDS (Trio, ISBN 83-88542-57-3 Помилка параметра в {{ISBN}}: контрольна сума);
- Anatomia protestu. Strajki robotnicze w Olsztynie, Sosnowcu i Żyrardowie, sierpień-listopad 1981 (Trio, ISBN 978-83-7436-104-0);
- Dziękujemy za palenie. Dlaczego Afryka nie może sobie poradzić z przemocą, głodem, wyzyskiem i AIDS (PAH, ISBN 978-83-63069-27-8);
- Skok w nowoczesność. Polityka wzrostu w krajach peryferyjnych 1943—1980 (Krytyka Polityczna, ISBN 978-83-63855-29-1)
- Zbawcy mórz (Wielka Litera, ISBN 978-83-63387-95-2).